# Ordnance QF 2-pundare
Ordnance, Quick Firing, 2-pounder (Anordning, Snabbskjutande, 2-pundare), kort OQF 2-pdr (med variationer), var en brittisk 40 mm kaliber infanteri- och pansarvärnskanon utvecklad av Vickers-Armstrongs under mitten av 1930-talet för den brittiska armen, vilken kom att brukas i större skala under andra världskriget. Pjäsen användes bland annat som fältkanon med V-lavett och två hjul, mobil värnpjäs med plattformslavett och två avtagbara hjul, samt som stridsvagnskanon i diverse olika stridsvagnar.

## Beteckning
Beteckningen "Quick Firing (QF), 2-pounder" delades av flera olika pjäser i det brittiska försvaret, varav vapnet i fråga formellt betecknades Ordnance, Quick Firing, 2-pounder, Mark IX (Model 9), samt Mark X (Model 10) för att särskilja det från resterande. Skillnaden mellan Mark 9 och 10 är huvudsakligen eldröret.

## Användare
- Australien
- Canada
- Egypten
- Nazityskland
- Irland
- Malaysia
- Storbritannien

## Krig
- Spanska inbördeskriget
- Andra världskriget
- 1948 års arabisk-israeliska krig

## Ej att förväxla med

### Andra Brittiska 2-pundare
- QF 2-pounder Mk II – brittisk beteckning för Vickers pom-pom snabbskjutande 2-pundare
- QF 2-pounder Mk VIII – brittisk beteckning för kvadrupelpipig Vickers pom-pom snabbskjutande 2-pundare ("multiple pom-pom")
- QF 2-pounder Mk XIV – brittisk beteckning för Rolls-Royce typ BD 40 mm marinkanon

### Andra Brittiska 40 mm kanoner
- Vickers 40 mm Class S flygplanskanon(en)
- Rolls-Royce 40 mm Class BH flygplanskanon(en)